# Дом Т. Н. Купцова на улице Фабричнова
Дом Т. Н. Купцова (на улице Фабричнова) — двухэтажный каменный жилой дом купца Тимофея Никифорова Купцова, в Звенигороде.

## История
Участок для дома купец приобрел в 1893 году у Марии Ивановны Голомзиной и сразу после покупки приступил к постройке нового двухэтажного дома. В 1899 году, параллельно с перестройкой дома на Московской, Купцов согласно плану увеличивает дом на улице Фабричнова (Торговой площади).
Изначально часть первого этажа предполагалась под торговые помещения.
В 1904 году этот дом по духовному завещанию переходит к супруге Купцова Марии Алексеевне, которая в 1909 году закладывает его под заем в 2000 рублей крестьянину Петру Алексеевичу Чернышеву, обязуясь отдать сумму полностью к маю 1914 года. В случае неуплаты дом должен был перейти к заимодавцу, но о дальнейшей судьбе дома ничего не известно.